# FORscene
FORscene is een niet-lineair videobewerkingsprogramma ontwikkeld door Forbidden Technologies plc. Het maakt gebruik van Web 2.0-technologieën en is beschikbaar voor Linux, Mac en Windows. 
Het werd ontworpen door Forbidden Technologies plc om video gezamenlijk te bewerken. Het betreft een website die een Java-applet gebruikt om alle acties te verrichten waardoor er enkel een Java-omgeving vereist is. Er is dus geen nood aan extra plugins zoals codecs.